# Sabal
Sabal je rod palem, zahrnující celkem 14 druhů a řazený do samostatného tribu Sabaleae v rámci podčeledi Coryphoideae. Je rozšířen výhradně v Americe od jihovýchodu USA po sever Jižní Ameriky a na Karibských ostrovech. Nejvíce druhů roste v Mexiku. Jsou to nízké až poměrně vysoké jednodomé palmy s dlanitozpeřenými listy a krátkými až rozměrnými květenstvími vyrůstajícími mezi bázemi listů. Květy jsou pravidelné, oboupohlavné. Plodem je poměrně drobná bobule.
Sabaly mají rozličný, převážně místní užitek. Poskytují palmové zelí a vlákna nebo jsou pěstovány jako okrasné rostliny. Nejznámějším druhem je Sabal palmetto, který je i státním stromem Floridy.

## Popis
Zástupci rodu Sabal jsou beztrnné, solitérní, jednodomé, zakrslé až dosti vzrůstné palmy, dorůstající výšek až 25 metrů. Kmen může být dlouhý nebo i zkrácený a podzemní. Dosahuje tloušťky 15 až 60 cm. Zprvu je kmen pokrytý nápadnými bázemi listů, později je holý, s hrubým či hladkým povrchem.
Listy jsou dlanitozpeřené, s krátkým až poměrně dlouhým středním žebrem, induplikátní. Čepele listů jsou na okraji vláknité, složené převážně z pravidelných, jednoduše přeložených segmentů. Řapík je často velmi dlouhý (až 2,5 metru), bez ostnů. Na lícové straně listu je v místě spojení čepele s řapíkem přítomen krátký a uťatý nebo delší a špičatě ukončený výběžek (hastula).
Květenství vyrůstají mezi bázemi listů a jsou buď kratší, stejně dlouhá nebo delší než listy. Jsou větvená až do 4. řádu.
Květy jsou pravidelné, oboupohlavné, v rámci květenství jednotlivé. Kalich je trubkovitý, zakončený 3 mělkými laloky, na bázi poněkud ztlustlý. Koruna je ve spodní části trubkovitá, zakončená 3 laloky.
Tyčinek je 6 a mají zploštělé, dužnaté nitky srostlé do trubičky asi stejně dlouhé jako kalich a přirostlé k ústí korunní trubky.
Semeník je trojlaločný, kompletně srostlý ze 3 plodolistů, čnělka je zakončená hlavatou, trojlaločnou bliznou.
Plody jsou kulovité nebo hruškovité, na povrchu hladké bobule s dužnatou dužninou (mezokarpem) bez vláken a tenkým, blanitým endokarpem. Plody jsou 6,5 až 22 mm velké.

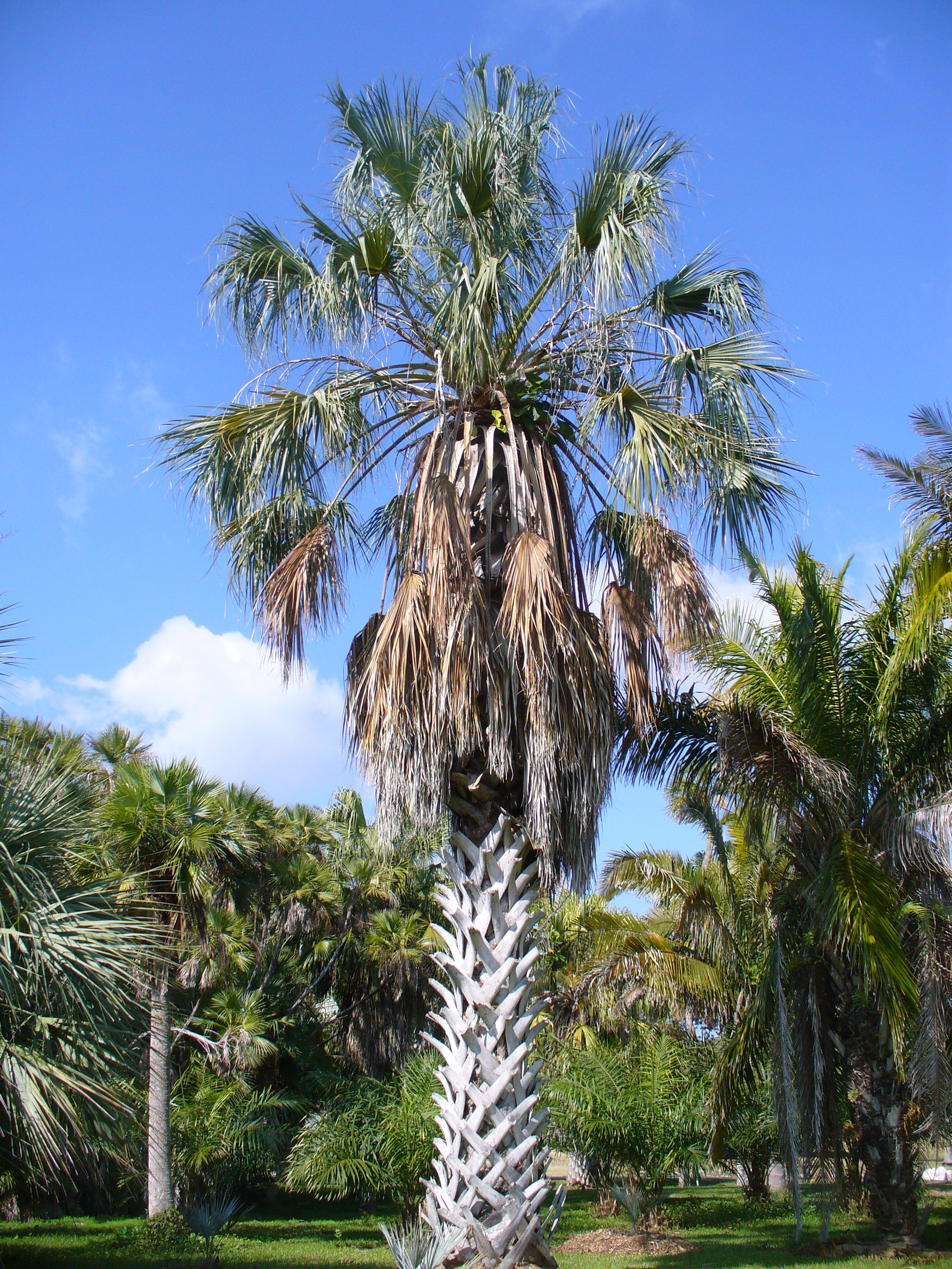
Sabal uresana s kmenem pokrytým listovými bázemi
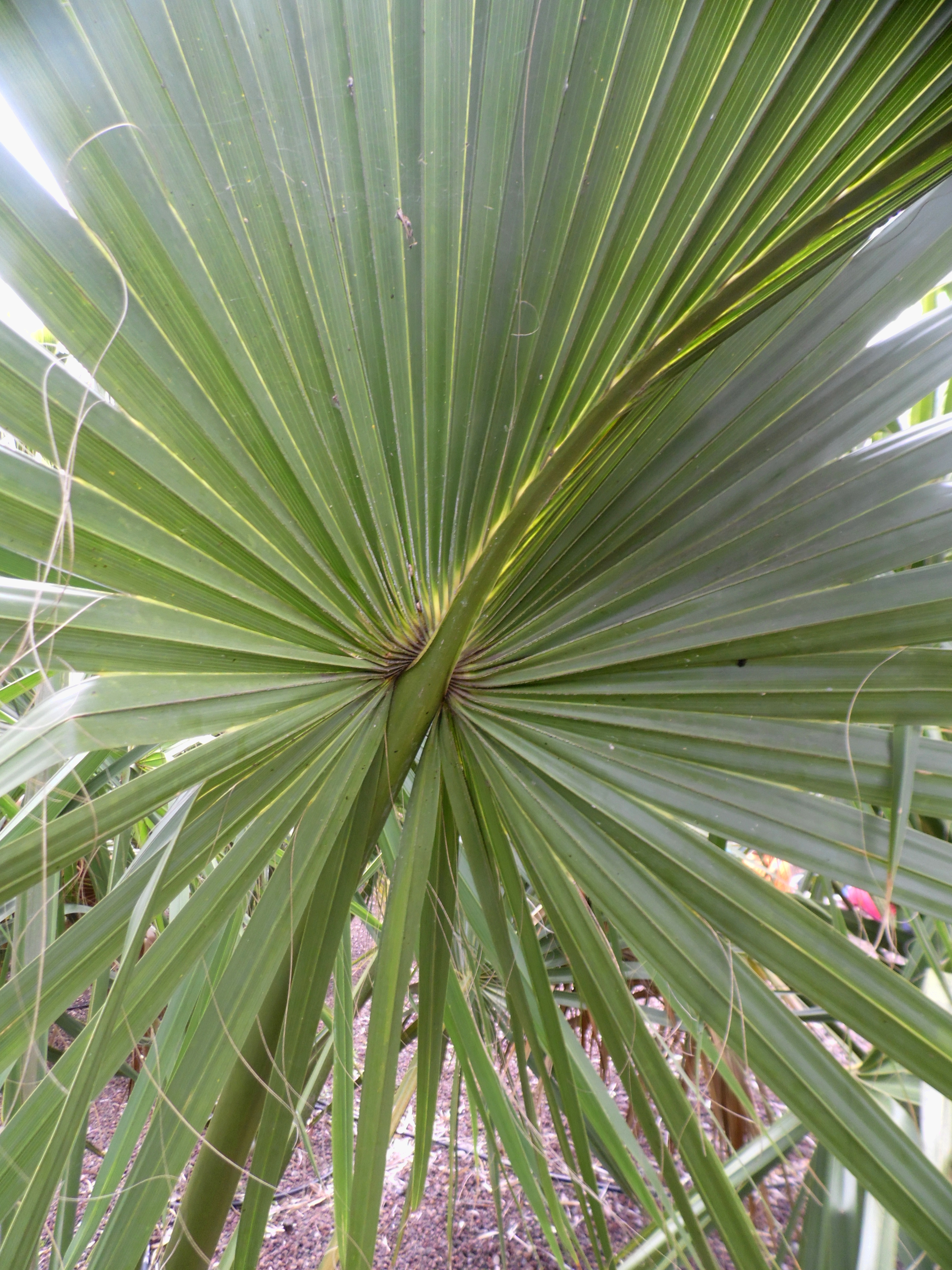
Dlanitozpeřený list Sabal yapa
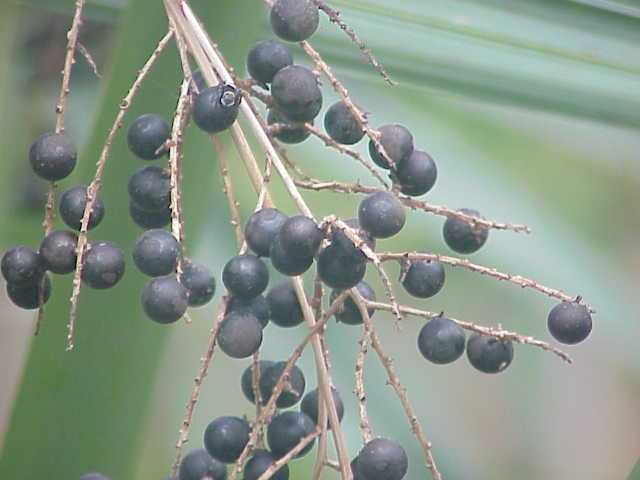
Plodenství S. minor

## Rozšíření
Rod Sabal zahrnuje 14 druhů. Je rozšířen v zemích okolo Mexického zálivu od jihovýchodu USA přes Střední Ameriku a Karibské ostrovy po Kolumbii a Venezuelu. V USA rostou celkem 4 druhy. Rozsáhlejší rozšíření zde má S. minor (od Texasu po Severní Karolínu) a S. palmetto (od Severní Karolíny po Floridu). Druh Sabal mexicana zasahuje do Texasu z Mexika a Střední Ameriky, S. etonia je endemit Floridy. V Texasu se přirozeně kříží S. minor a S. palmetto, kříženec se jmenuje S. x brazoriensis. Centrum rozšíření rodu je v Mexiku (7 druhů) a Karibiku (5 druhů). Do Jižní Ameriky zasahuje pouze S. mauritiiformis. S. bermudana je endemit Bermudských ostrovů.
Zástupci rodu rostou nejčastěji na otevřených stanovištích, jako jsou savany, pobřežní duny, menší kopce a bažiny.

## Taxonomie
Rod Sabal je v rámci taxonomie palem řazen do podčeledi Coryphoideae a samostatného tribu Sabaleae, obsahujícího tento jediný rod. Sesterskou skupinu představuje podle výsledků molekulárních studií tribus Cryosophileae. Obě tyto větve společně představují bazální větev podčeledi Coryphoideae.
Jednotlivé druhy tohoto rodu jsou poměrně obtížně rozlišitelné, u rostlin v kultuře je navíc častá hybridizace.

## Ekologické interakce
Květy rodu Sabal jsou opylovány zejména různými druhy včel (např. rod Megachile), v menší míře i vosami a dvoukřídlými. Hlavním opylovačem druhu Sabal etonia je včela Megachile albitarsis. Bermudský endemit Sabal bermudana byl v minulosti opylován zejména včelou Megachile pruina a různými druhy rodů Augachlora a Halictus. V současnosti tuto úlohu z velké části převzala introdukovaná včela medonosná. Podobné je to i u druhu Sabal palmetto. Plody jsou nejčastěji šířeny ptáky a savci, u některých druhů (Sabal palmetto, S. minor) i vodou.
Palmy rodu Sabal jsou podobně jako řada jiných amerických druhů palem hostitelem housenek babočkovitého motýla Brassolis sophorae. Na listech Sabal palmetto se běžně vyskytuje mandelinkovitý brouk Hemisphaerota cyanea. Mimo to hostí tyto palmy celou řadu různých druhů červců.

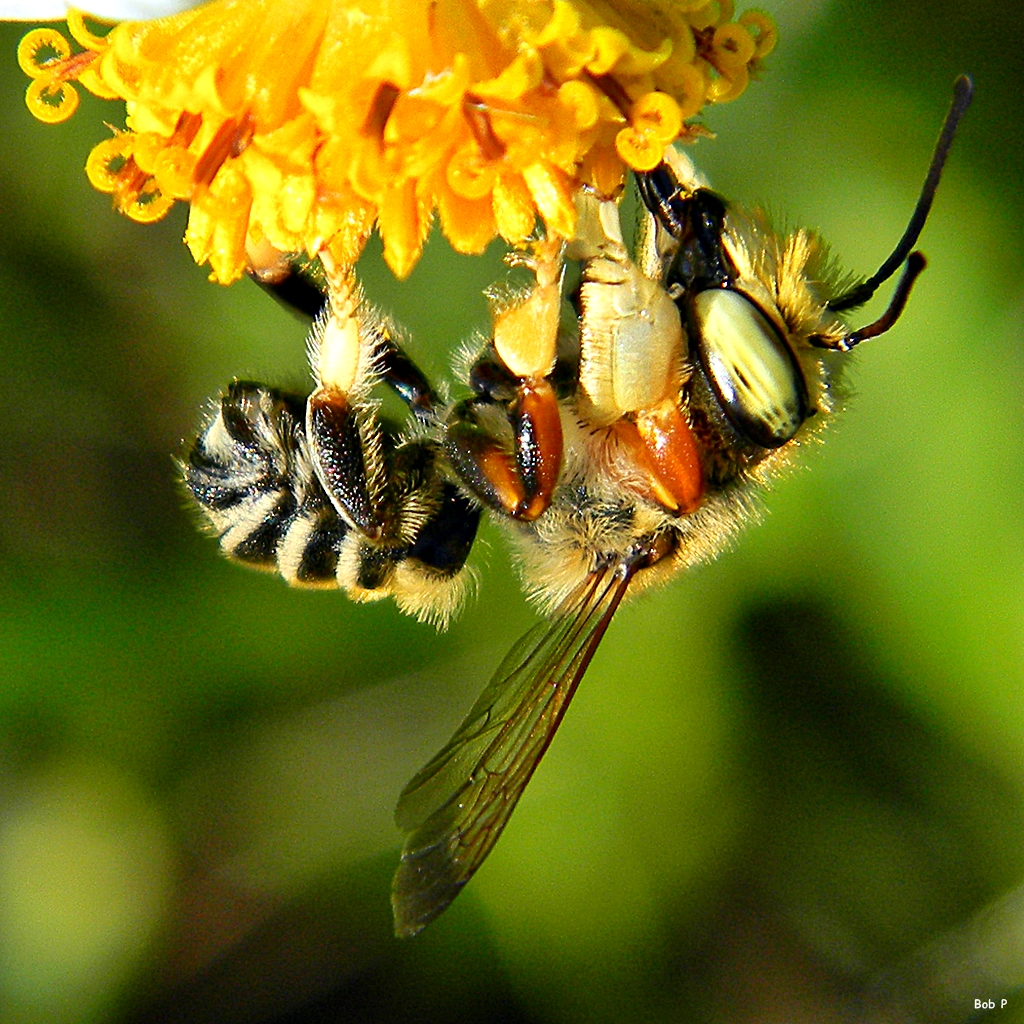
Včela Megachile albitarsis, hlavní opylovač Sabal etonia
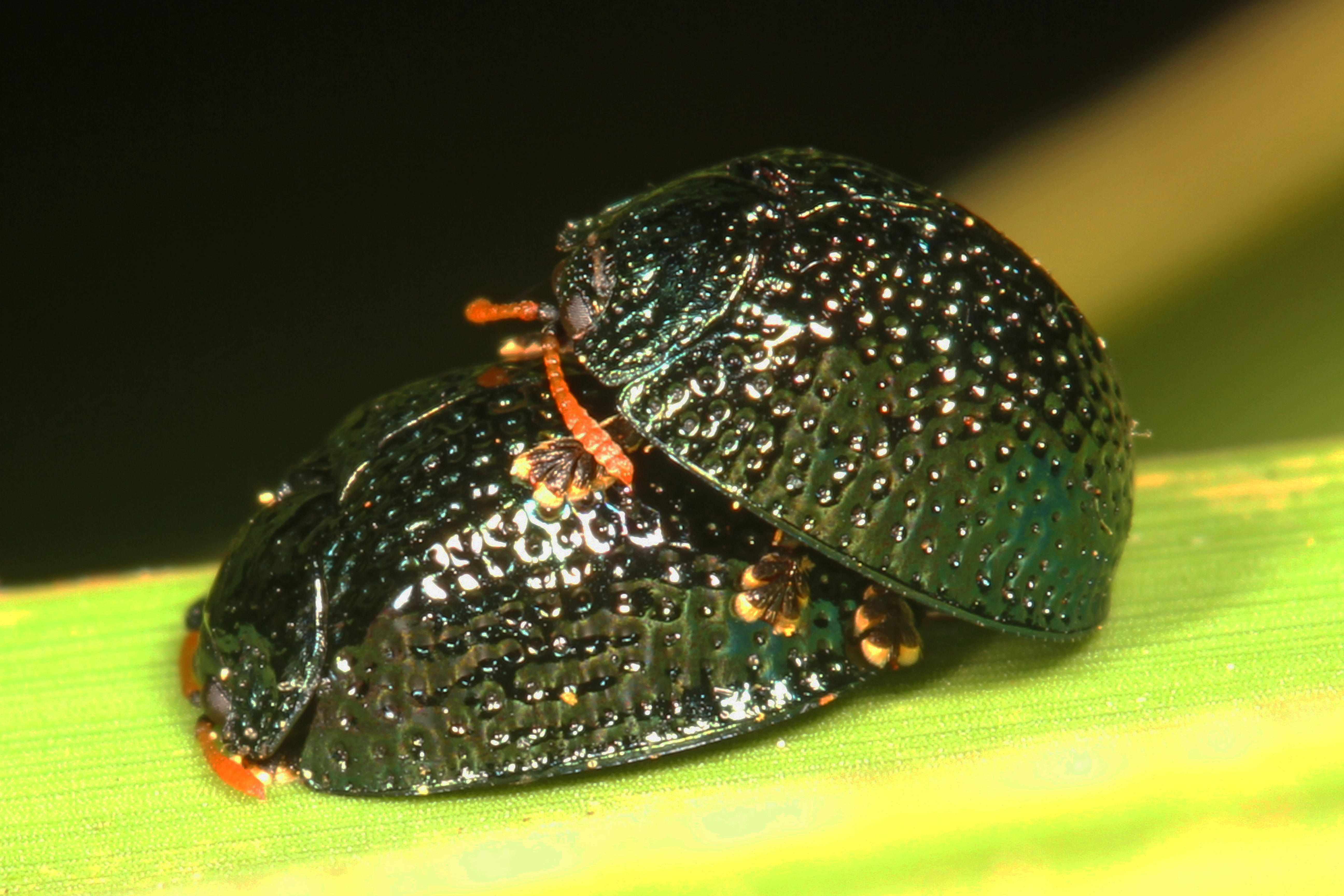
Mandelinka Hemisphaerota cyanea
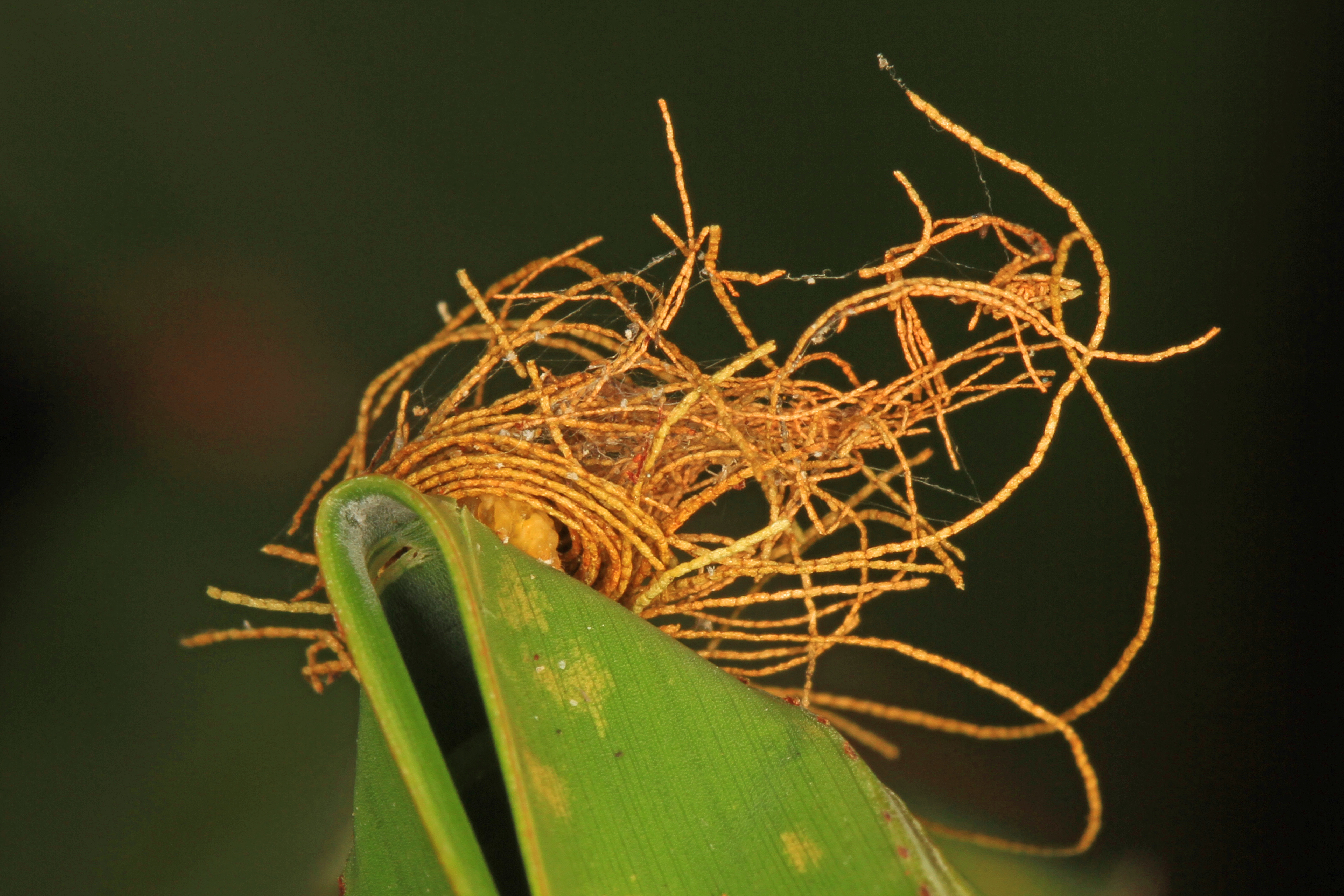
Larva H. cyanea krytá vlákny vytvořenými z trusu
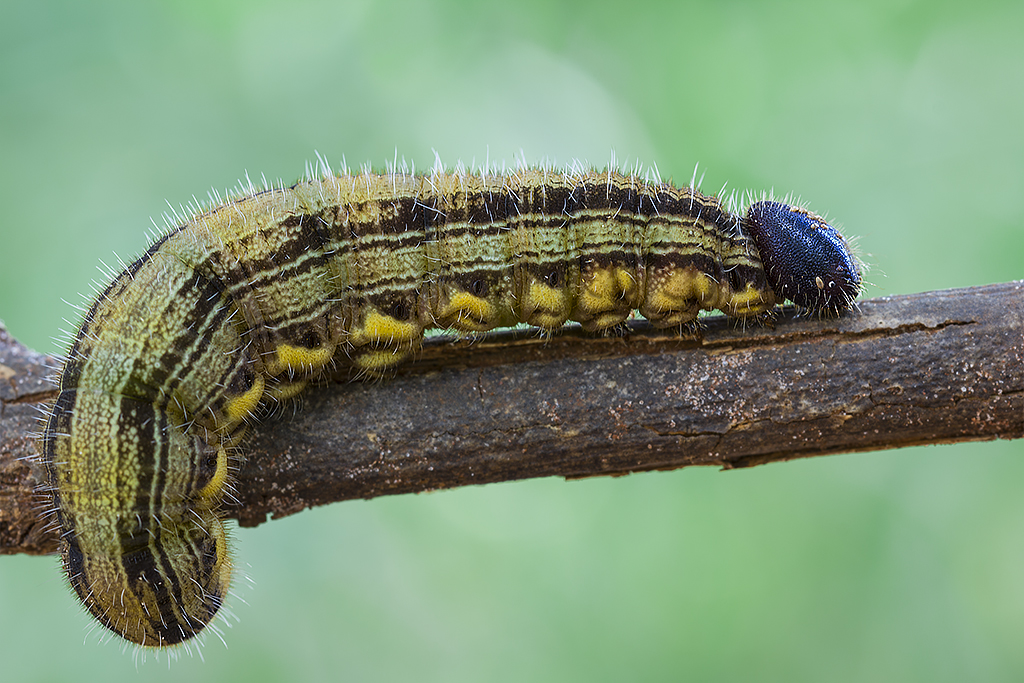
Housenka Brassolis sophorae

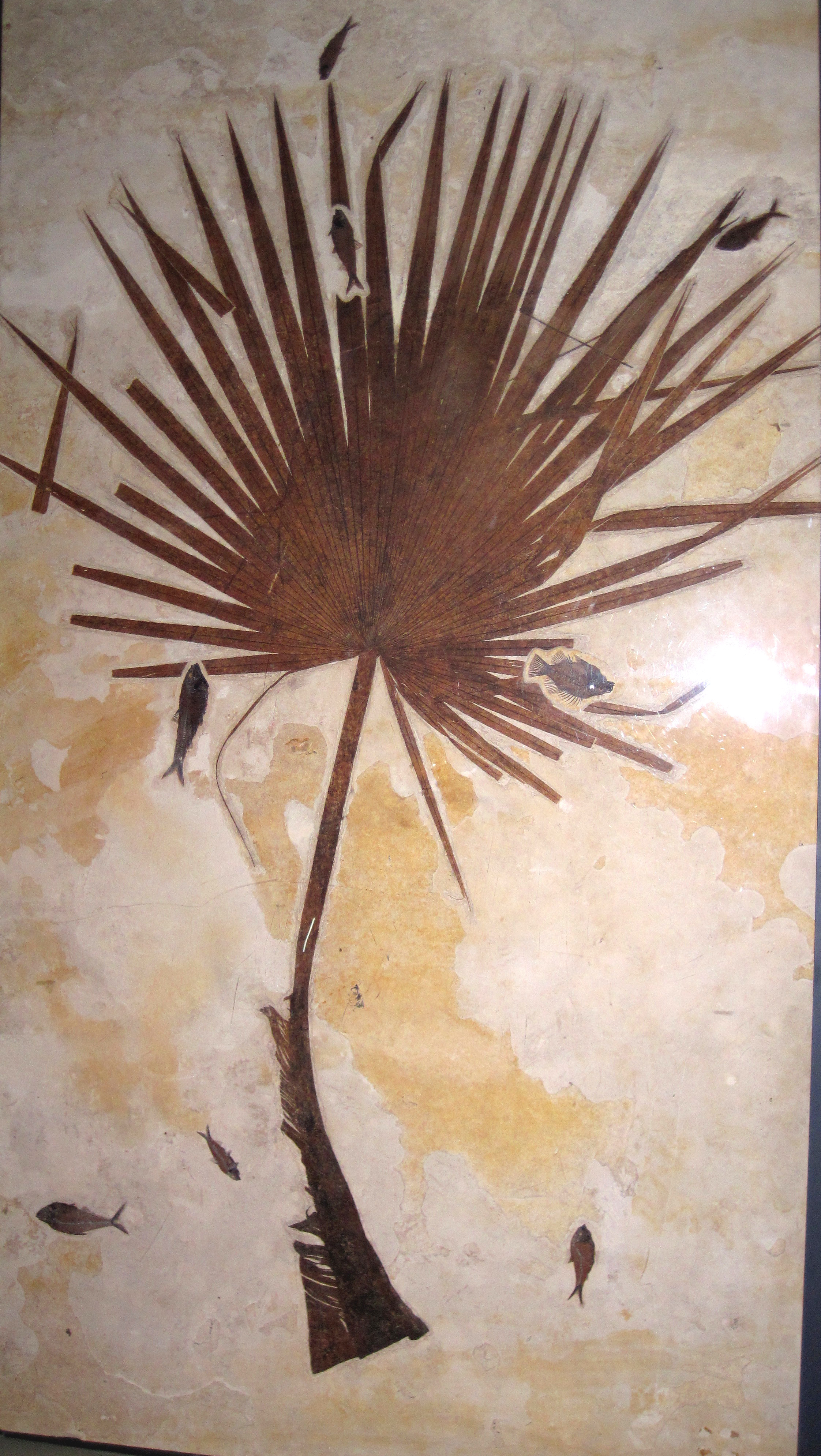
Fosilní list †Sabalites powelli eocenního stáří

## Prehistorie
Fosilní dlanitozpeřené palmové listy bývají shrnovány pod název Sabalites. Nejstarší nálezy popsané jako †Sabalites carolinensis pocházejí z období svrchní křídy a byly nalezeny v Severní Karolíně v USA. Představují nejstarší známé nálezy fosilních palem. Pozůstatky Sabalites třetihorního stáří (miocén) byly nalezeny i na území České republiky. Nejstarší fosílie připisované přímo rodu Sabal byly popsány z Tennessee jako †Sabal dortchii a pocházejí z období eocénu.

## Zajímavosti
Druh Sabal palmetto je národním stromem Floridy.

## Význam
Růstové vrcholy Sabal palmetto poskytují zeleninu, známou jako palmové zelí. Podle zelné chuti dostala tato palma i anglický název (cabbage palm). V oblasti kolem Mexického zálivu je tato palma pěstována pro vlákna, používaná zejména k pletení sombrer a v kartáčnictví. Vlákna mají červenohnědou barvu. Řada druhů je v tropech a subtropech pěstována jako okrasné rostliny, např. Sabal palmetto, S. causiarum a S. bermudana. Nejodolnějším druhem je trpasličí a pomalu rostoucí Sabal minor, který snáší mrazy až -12 °C, vyžaduje však horké léto. Pěstuje se např. na Britských ostrovech.